# 西昂·圖普·馬泰阿洛納
西昂·圖普·馬泰阿洛納是一名湯加政治人物，於1905年至1912年擔任湯加首相。